# Naïs (film)
Pour les articles homonymes, voir Naïs.
Pour plus de détails, voir Fiche technique et Distribution.
Naïs est un film français réalisé par Raymond Leboursier et Marcel Pagnol en 1945 d'après Naïs Micoulin, une nouvelle d'Émile Zola.

## Synopsis
Toine est ouvrier et valet de ferme. De plus, il est bossu et cette infirmité lui pèse car il aime en secret la belle Naïs. Celle-ci est la fille unique du père Micoulin, le métayer de la famille Rostaing, pour qui il travaille.
Le père Micoulin est un veuf ombrageux, taciturne, qui ne voit en sa fille qu'une domestique attachée pour la vie à son service.
Naïs tombe amoureuse de Frédéric Rostaing qui est le fils des propriétaires de la ferme. Ces derniers vivent à Aix mais viennent passer les vacances d'été dans leur propriété. Une relation passionnée s'établit secrètement entre Naïs et Frédéric. Cela n'échappe pas au père Micoulin qui les observe et médite d'assassiner Frédéric. Il prépare alors ce qui devrait apparaître comme un accident, mais Toine intervient alors, et le père Micoulin est victime de son propre stratagème.
Naïs, ainsi libérée de son odieux père, est emmenée à Aix par la famille Rostaing.

## Fiche technique
- Réalisation : Raymond Leboursier et Marcel Pagnol (selon Maurice Bessy et Raymond Chirat, « le film fut à peu près entièrement tourné par Marcel Pagnol[1] »)
- Scénario et dialogues : Marcel Pagnol, d'après Naïs Micoulin d'Émile Zola
- Images : Charles Suin, Walter Wottitz
- Montage : Jeannette Rongier
- Décors : Robert Giordani
- Son : René Privat, Jacques Legras
- Musique : Vincent Scotto, Henri Tomasi
- Directeur de production : Jean Martinetti
- Société de production : Société Nouvelle des Films Marcel Pagnol
- Société de distribution : Gaumont
- Tournage : 12 mai - juin 1945
- Format : Noir et blanc - 1,37:1 - 35mm - Son mono
- Pays d'origine :  France
- Genre : Drame
- Durée : 127 minutes
- Date de sortie : France, 22 novembre 1945

## Distribution
- Fernandel : Toine le bossu
- Jacqueline Bouvier : Naïs Micoulin
- Raymond Pellegrin : Frédéric Rostaing
- Henri Poupon : père Micoulin
- Germaine Kerjean : Mme Rostaing
- Henri Arius : Maître Rostaing (avoué)
- Charles Blavette :  Henri Bernier
- Paule Langlais : Simone

## Autour du film
Le scénario, inspiré de la nouvelle d'Émile Zola, Naïs Micoulin, en diffère largement, notamment par la fin heureuse.